# Гаджієв Садіман Велішир-огли
Садіман Велішир-огли Гаджієв (нар. 1935, Нижній Сеїдахмедли) — передовик виробництва в області виноградарства.

## Біографія
Народився в селі Нижній Сеїдахмедли Фізулінського району Азербайджанської РСР. Бригадир радгоспу імені Енгельса Фізулінського району Азербайджанської РСР. Очолювана ним бригада систематично отримувала високі врожаї винограду на площі 54 га (від 165 ц/га в 1978 році до 352 ц/га в 1982 році).
Обирався депутатом Верховної Ради Азербайджанської РСР 10-го скликання (1980—1984 роки).

## Відзнаки
- Лауреат Державної премії СРСР (1982);
- Нагороджений орденом Жовтневої Революції, орденом Трудового Червоного Прапора.